# Na každého jednou dojde
Na každého jednou dojde (v anglickém originále anglicky Two Way Stretch) je britská filmová kriminální komedie z roku 1960 režiséra Roberta Daye. Jde o situační komedii, která se odehrává v prostředí věznice, kdy parta lupičů se pokouší neúspěšné ukrást pytel diamantů v hodnotě 2 miliónů liber přesně v poslední den před svým propuštěním z vězení.

## Obsazení
| Peter Sellers      | Dodger Lane             |
| David Lodge        | Jelly Knight            |
| Bernard Cribbins   | Lennie Price            |
| Wilfrid Hyde-White | Soapy Stevens           |
| Maurice Denham     | ředitel věznice         |
| Lionel Jeffries    | šéf dozorců P.O. Crout  |
| Irene Handl        | pí. Priceová            |
| Liz Fraser         | Ethel                   |
| Beryl Reid         | Miss Pringleová         |
| Noel Hood          | Miss Prescottová        |
| Myrette Morven     | Miss Meakinová          |
| George Woodbridge  | šéfdozorce P.O. Jenkins |
| Edwin Brown        | Warder Charlie          |
| Cyril Chamberlain  | Gate Warder ve dne      |
| Wallas Eaton       | Gate Warder v noci      |
| Andrew Downie      | Garden Warder           |